# Нікифоряк Василь Костянтинович
Василь Костянтинович Нікифоряк (нар. 28 лютого 1997, Бояни, Чернівецька область, Україна) — український футболіст, екс-захисник чернівецької «Буковини».

## Життєпис
Вихованець ДЮСШ «Буковина», перший тренер — Олексій Дашкевич. У чемпіонаті України (ДЮФЛ) виступав за чернівецьку «Буковину». У 2015 році виступав за аматорський футбольний клуб «Волока» (Волока), де був одним із основних гравців. У тому ж році разом з командою здобув путівку до фіналу аматорського кубка України, проте після півфінальних матчів команду дискваліфікували у зв'язку із порушенням регламенту змагань. З 2016 по 2017 рік виступав за ФК «Університет» (Чернівці), де також був основним гравцем. 
У липні 2017 року підписав контракт з головною командою буковинського краю «Буковиною» (Чернівці), де розпочинав працювати під керівництвом вже йому знайомого тренера Юрія Крафта. Дебютував за чернівецьку команду 9 липня 2017 року в матчі кубка України проти СК «Дніпро-1», а 15 липня вперше зіграв у чемпіонаті проти ФК «Львова». Загалом за сезон 2017/18 провів 26 офіційних матчів. В наступному сезоні провів всього 4 офіційних матча та в зимове міжсезоння за обопільною згодою сторін залишив команду. Після чого знову грав ФК «Університет», а в 2020–21 роках виступав за ФК «Глибока».

## Досягнення
Аматорський рівень
- Півфіналіст Кубка України: 2015
- Чемпіон Чернівецької області (2): 2015, 2017
- Бронзовий призер чемпіонату Чернівецької області: 2016